# Raphael Saadiq
Raphael Saadiq, vlastním jménem Charles Ray Wiggins, (* 14. května 1966) je americký zpěvák a hudební producent. Narodil se v kalifornském Oaklandu a měl třináct sourozenců. Několik z nich zemřelo v době, kdy byl ještě mladý (sebevražda, vražda, předávkování). Od konce osmdesátých let působil ve skupině Tony! Toni! Toné!. Své první sólové album nazvané Instant Vintage vydal v roce 2002. Během své kariéry spolupracoval s mnoha hudebníky, mezi které patří například Mary J. Blige, Elton John a Snoop Dogg.